# Silvana Suárez
Silvana Rosa Suárez Clarence  (29 tháng 09 năm 1958 - 21 tháng 10 năm 2022) là người chiến thắng trong cuộc thi Hoa hậu Thế giới 1978 đại diện cho Argentina. Cô là người phụ nữ thứ hai từ quốc gia này chiến thắng trong cuộc thi Hoa hậu Thế giới.

## Tiểu sử
Silvana Suarez được sinh ra ở Córdoba, Argentina, ngày 29 tháng 9 năm 1958. Cô sống ở Argentina trong 20 năm. Córdoba được xem là một trong những nơi tốt nhất ở Nam Mỹ để học Đại học. Silvana học tại Viện Domingo Zipoli, một trường chuyên về âm nhạc: cô tốt nghiệp ở tuổi mười bảy như là một giáo viên âm nhạc và người điều khiển giàn hợp xướng. Sau đó học kiến trúc trong ba năm tại Đại học Quốc gia Córdoba.
Cả cha mẹ của cô đều là những nhà nghệ thuật điêu khắc, họ từng đoạt huy chương vàng và cũng giảng dạy tại Đại học Córdoba. Mẹ cô sẽ chuyên về tranh và cha cô đã dành một số giải thưởng ở các cuộc thi nghệ thuật quốc gia và làm việc tại châu Âu.
Silvana Suarez lớn lên trong một nền văn hoá chịu ảnh hưởng của văn hóa phương Đông. Cô tập yoga từ tuổi mười một và có thứ hạng cao nhất tại trường học Yoga của cô. Cô bỏ học do một sự thay đổi mạnh mẽ trong cuộc sống của cô: cô đã được chọn làm Hoa hậu Thế giới tại Luân Đôn năm 1978. Sau đó, cô đã ký kết nhiều hợp đồng mà sẽ luôn bận rộn và xa nhà trong mười năm sau, tuy sống xa nhà nhưng cô không bao giờ bị mất liên lạc với gia đình và bạn bè của cô. Cô đi du lịch làm việc như một người mẫu chuyên nghiệp. Cô sống bốn năm tại Anh, hai năm ở Tây Ban Nha, hai năm ở Nhật Bản, và từng đi du lịch khắp thế giới. Khi ở Tokyo, cô ghi âm hai bài hát cho soundtrack của Brian de Palma's "Blow Out", đạo diễn Coppola và nam diễn viên John Travolta.
Tại Tây Ban Nha, Silvana học nhiếp ảnh tại CEV và tham gia một số khóa học về nghệ thuật về hình ảnh chân dung tại Zaragoza, nơi cô sống trong hai năm.
Cô trở lại Argentina ở tuổi 29 với ý định bắt đầu studio chụp ảnh của chính mình để làm việc như là một nhiếp ảnh gia chuyên nghiệp.
Một năm sau đó, cô kết hôn với một nhà báo, doanh nhân, và ý tưởng về việc phòng studio của cô biến mất. Sau đó, cô bắt đầu một gia đình êm ấm: cô đã có hai con và làm việc như một nhà báo với chồng. Cô đã tạo ra một phần hoàn toàn dành riêng cho phụ nữ và thời trang.
Sau những năm làm việc như một nhà báo, Silvana trở nên rất thích viết: cô đã viết hai cuốn sách.
Ngày nay, cô thích đi du lịch vòng quanh thế giới, chủ yếu đến thăm Indonesia, nơi cô thực hành và cải thiện về phương pháp thiền của cô. Cô ấy dành nhiều thời gian ở đảo Gili Trawangan, gần Bali, nơi mà người chồng của cô đang sở hữu một số bất động sản tại đây.
Bà qua đời vì ung thư ruột kết vào ngày 21 tháng 10 năm 2022, hưởng thọ 64 tuổi.

## Liên kết
- Official site Lưu trữ ngày 2 tháng 2 năm 2011 tại Wayback Machine

| Tứ đại Hoa hậu (1978)             | Tứ đại Hoa hậu (1978)           | Tứ đại Hoa hậu (1978)                   | Tứ đại Hoa hậu (1978) |
| --------------------------------- | ------------------------------- | --------------------------------------- | --------------------- |
| Hoa hậu Hoàn vũ Margaret Gardiner | Hoa hậu Thế giới Silvana Suárez | Hoa hậu Quốc tế Katherine Patricia Ruth | Hoa hậu Trái đất none |